# Sailly-Achâtel
Sailly-Achâtel és un municipi francès, situat al departament del Mosel·la i a la regió del Gran Est. L'any 2007 tenia 224 habitants.

## Demografia

### Població
El 2007 la població de fet de Sailly-Achâtel era de 224 persones. Hi havia 86 famílies, de les quals 24 eren unipersonals (12 homes vivint sols i 12 dones vivint soles), 21 parelles sense fills, 33 parelles amb fills i 8 famílies monoparentals amb fills.
La població ha evolucionat segons el següent gràfic:
Habitants censats

### Habitatges
El 2007 hi havia 95 habitatges, 86 eren l'habitatge principal de la família, 3 eren segones residències i 6 estaven desocupats. 91 eren cases i 4 eren apartaments. Dels 86 habitatges principals, 73 estaven ocupats pels seus propietaris, 9 estaven llogats i ocupats pels llogaters i 3 estaven cedits a títol gratuït; 4 tenien dues cambres, 10 en tenien tres, 12 en tenien quatre i 59 en tenien cinc o més. 69 habitatges disposaven pel capbaix d'una plaça de pàrquing. A 24 habitatges hi havia un automòbil i a 44 n'hi havia dos o més.

### Piràmide de població
La piràmide de població per edats i sexe el 2009 era:
| Homes | Edats   | Dones |
| ----- | ------- | ----- |
| 0     | 95 o +  | 0     |
| 0     | 90 a 94 | 0     |
| 0     | 85 a 89 | 0     |
| 4     | 80 a 84 | 4     |
| 4     | 75 a 79 | 8     |
| 4     | 70 a 74 | 20    |
| 4     | 65 a 69 | 4     |
| 0     | 60 a 64 | 4     |
| 4     | 55 a 59 | 4     |
| 8     | 50 a 54 | 4     |
| 16    | 45 a 49 | 16    |
| 12    | 40 a 44 | 8     |
| 0     | 35 a 39 | 4     |
| 4     | 30 a 34 | 4     |
| 0     | 25 a 29 | 4     |
| 0     | 20 a 24 | 12    |
| 12    | 15 a 19 | 12    |
| 16    | 10 a 14 | 4     |
| 8     | 5 a 9   | 0     |
| 4     | 0 a 4   | 4     |

## Economia
El 2007 la població en edat de treballar era de 138 persones, 112 eren actives i 26 eren inactives. De les 112 persones actives 101 estaven ocupades (55 homes i 46 dones) i 11 estaven aturades (7 homes i 4 dones). De les 26 persones inactives 5 estaven jubilades, 11 estaven estudiant i 10 estaven classificades com a «altres inactius».

### Ingressos
El 2009 a Sailly-Achâtel hi havia 85 unitats fiscals que integraven 231,5 persones, la mediana anual d'ingressos fiscals per persona era de 18.623 €.

### Activitats econòmiques
Dels 7 establiments que hi havia el 2007, 2 eren d'empreses de construcció, 1 d'una empresa de comerç i reparació d'automòbils, 1 d'una empresa immobiliària, 2 d'empreses de serveis i 1 d'una entitat de l'administració pública.
Dels 2 establiments de servei als particulars que hi havia el 2009, 1 era una lampisteria i 1 agència immobiliària.
L'únic establiment comercial que hi havia el 2009 era una botiga d'electrodomèstics.
L'any 2000 a Sailly-Achâtel hi havia 4 explotacions agrícoles que ocupaven un total de 576 hectàrees.

## Poblacions més properes
El següent diagrama mostra les poblacions més properes.